# Kanton Versailles-Nord
Kanton Versailles-Nord is een voormalig kanton van het Franse departement Yvelines. Kanton Versailles-Nord maakte deel uit van het arrondissement Versailles en telde 32 177 inwoners (Recensement 1999). Het werd opgeheven bij decreet van 21 februari 2014 met uitwerking op 22 maart 2015.

## Gemeenten
Het kanton Versailles-Nord omvatte de volgende gemeente:
- Versailles, deel van de gemeente : 32.177 inwoners (hoofdplaats)